# Nassira Belloula
Nassira Belloula (نصيرة بلولة) (Batna, 13 de febrero de 1961) es una periodista y escritora feminista argelino-canadiense que escribe en lengua francesa. Es autora de novelas, poemas, ensayos y cuentos. En su literatura, uno de los focos más importantes es la situación de las mujeres su encierro, las tradiciones, las relaciones sociales, la pareja y la violencia y la situación de niñas y niños.

## Biografía
Nassira creció en Argel en el barrio de Télemly en una familia numerosa. Estudió en la escuela primaria en la escuela Viviani. A mediados de los años 70 su padre tuvo problemas con su negocio y la familia se trasladó en el Aurés, a Ain Touta. Continuó sus estudios secundarios en el liceo técnico de Batna que abandona para incorporarse a la Ecole Nationale des Cadres de la Jeunesse en la década de 1980.
Belloula comenzó a ejercer como periodista independiente en 1992. A partir de 1994, trabajó para periódicos argelinos y espacios de noticias en línea como Le Soir d'Algérie, Le Matin, La Nouvelle République y Liberté. Es miembro fundadora de la revista literaria argelina L'Ivrescq de la que fue directora.
En 2005 publica Conversations à Alger: Quinze auteurs se dévoilent donde presenta y narra la trayectoria de autores y autoras referentes como Ahmed Abodehman, primer escritor saudí en lengua francesa, René Frégni, Yves Broussard y Jean Claude Villain, poetas franceses, además de Madjid Talmats, Maïssa Bey , Karima Berger , Minna Sif Sylvie Garcia, Malika Mokkedem y Nawal El Saadawi.
En 2010, Belloula se trasladó con su familia a Montreal, Canadá. En 2012 se incorpora a la Universidad de Montreal donde se diploma en Historia y posteriormente realizó un programa de literatura comparada.
Su primer trabajo literario fue una recopilación de poesías "Les portes du soleil" en 1988, esencialmente poemas de juventud que fue traducido también al inglés y al español.
En 2014 publica "Terre des femmes".

## Activismo y escritura
El trabajo de Belloulas trata de manera más significativa los problemas de las mujeres, incluidas las restricciones culturales y religiosas, la educación, las relaciones sociales, las tradiciones, el confinamiento y la violencia. Violaciones, situaciones adversas y las relaciones con el agresor y con los propios miembros de diferentes tribus, son objeto de la más profunda indagación en la mirada de Nassira Belloula señala la periodista, escritora y crítica literaria cubana Marilyn Bobes sobre la autora.
Fue miembro fundadora de la junta ejecutiva de la Fundación Argelina de Derechos Humanos del Niño y el Adolescente (1993-1998). Su primer ensayo fue sobre terrorismo, en el año 2000, Algérie, le massacre des innocents, se ocupa de la masacre de civiles argelinos. Sirvió dos mandatos como miembro de la Comisión Argelina de Derechos Humanos.

### Tierra de mujeres
La novela recoge las historias de Zwina, Tafsut, Yelli, Tadla, Aldjia y Nara, seis mujeres argelinas de diferentes generaciones. En ella se establece el marco de la guerra de Argelia contra el colonialismo francés y la participación de las mujeres.

## Premios y reconocimientos
- Premio Kateb Yacine de 2016 con Tierra de mujeres. [4]
- Beca Charles-Gagnon de la Fondation Lire (2019)[5]

## Obras

### Poesía
- 1988: Les Portes du Soleil
- 2010: The Gates Of The Sun, translation of Les Portes du Soleil

### Ficción
- 1998 : Le Revanche de May
- 2003 : Rebelle en toute demeure
- 2008 : Djemina
- 2008 : Visa pour la haine
- 2014 : Terre des femmes

### No ficción
- 2000 : Algérie, le massacre des innocents
- 2005 : Conversations à Alger, quinze auteurs se dévoilent
- 2006 : Les Belles Algériennes, confidences d'écrivaines
- 2009 : Soixante ans d'écriture féminine en Algérie

### Antologías
- 2008 : Arbres Bleus, fantasmes naufragés
- 2009 : Tamazgha francophone au Féminin

#### En español
- Tierra de mujeres, Editorial: Editorial Arte y Literatura. Colección Orbis, La Habana 2018